# Südwestflotte (Japanisches Kaiserreich)
Die Südwestflotte des Japanischen Kaiserreichs (japanisch 南西方面艦隊, Nansei Hōmen Kantai), wörtlich Flotte des Südwestbereichs, war eine Flotte der Kaiserlich Japanischen Marine.

## Allgemeines
Seit Beginn des Pazifikkriegs war die Kriegsformation der Kaiserlich Japanischen Marine mehrmals teilweise überarbeitet worden. Am 1. April 1942 wurde eine Änderung in der Formation der 11. Luftflotte durchgeführt, um die landgestützte Lufteinheit im Südpazifikraum  zu verstärken. Im Anschluss daran, zusammen mit dem Übergang der Kombinierten Flotte zu den Operationen der zweiten Stufe am 10. April, wurde die Formation während des Krieges grundlegend überarbeitet.
Vom Imperialen Hauptquartier in Tokio wurde die Südwestflotte neu aufgestellt um das Kommando über die aktuelle 1., 2. und 3. Südlichen Expeditionsflotten zu übernehmen. Der Kommandant der Südwestflotte Vizeadmiral Takahashi Ibō wurde gleichzeitig zum Oberbefehlshaber der 2. Südlichen Expeditionsflotte ernannt. Zur Verstärkung der Nachschublinien wurden zeitgleich die 1. und 2. Eskorteinheit neu gebildet und jeweils in die Südwestflotte und die 4. Flotte eingegliedert.
Vizeadmiral Takahashi Ibō übernahm damit das Kommando über die Operationen im Gebiet südwestlich von Japan. Er sollte mit den Einheiten der Südwestflotte sowie den ihm unterstellten Luft- und Bodentruppen  die Invasion, Besetzung und Verteidigung der Philippinen, Französisch-Indochinas, Malayas und Niederländisch-Indiens koordinieren.
Am 10. April um 09:10 Uhr schrieb Vizeadmiral Takahashi, im Zusammenhang mit dem Übergang zur Phase zwei der Streitkräfte die folgenden Anweisungen an die Einheiten unter seinem Kommando im Geheimtelegramm Nr. 660:

„An diesem Punkt, an dem die Operationen der ersten Stufe größtenteils abgeschlossen sind, die Südliche Einsatzgruppe aufgelöst und die neue Flotte für den Südwestbereich gebildet wurde, wurde mir die schwere Verantwortung als Oberbefehlshaber dieser Flotte übertragen. Es ist meine ernsthafte Hoffnung, meiner großen Verantwortung gerecht zu werden, indem ich die richtigen Taktiken umsetze und die richtigen Kämpfe gegen alle konstituierenden Flotten führe. Meiner Ansicht nach sind Invasionsoperationen einfach, während langfristige Holdout-Operationen schwierig sind. Ganz zu schweigen davon, dass alle Kräfte zusammenarbeiten und sich vereinen müssen, ihren starken Kampfgeist weiter stärken und feindliche Gegenoffensiven präventiv und perfekt blockieren müssen, hoffe ich, dass [alle] aggressiv danach streben, den Feind zu besiegen, indem sie immer jede Gelegenheit nutzen und angesichts der Eigenschaften von diesen Operationen weiterhin eng mit dem Heer zusammenarbeiten, der wahren Bedeutung der gemeinsamen Operationen des Heeres und der Marine angemessen Rechnung tragen und so ihre Aufgaben vorbehaltlos erfüllen.“

## Einsätze der Südwestflotte
- Französisch-Indochina
- Malaiische Halbinsel, Singapur
- Niederländisch-Indien → Borneo, Celebes, Java, Timor, Molukken u. a.
- Philippinen

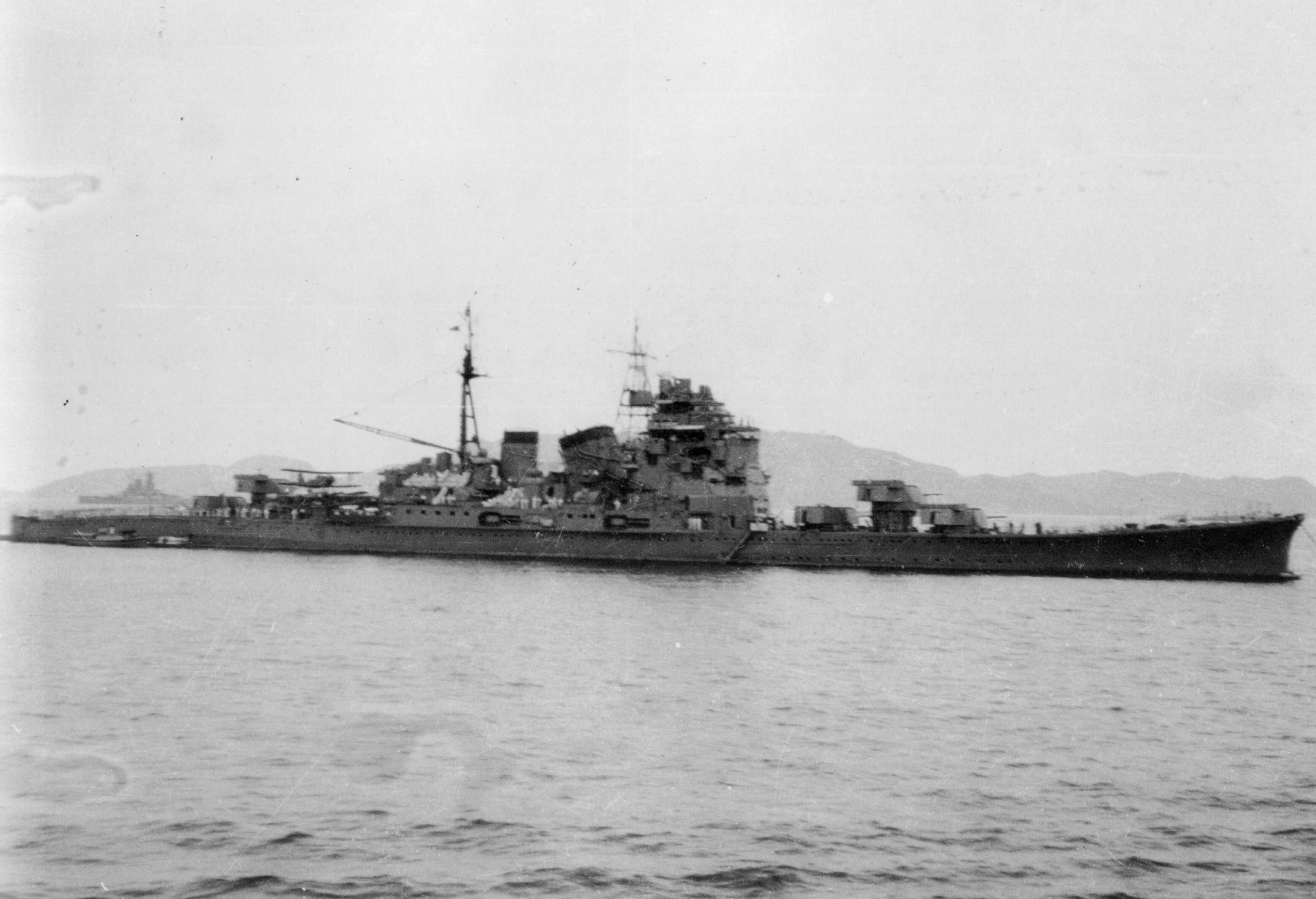
Der Schwere Kreuzer Chōkai, das Flaggschiff von Vizeadmiral Mikawa Gun’ichi

Ende Oktober 1944 erlitten die Einheiten der Südwestflotte unter dem Befehl von Vizeadmiral Mikawa Gun’ichi schwere Verluste bei der See- und Luftschlacht im Golf von Leyte. Während der folgenden Rückeroberung der Philippinen durch die alliierten Streitkräfte wurde das Hauptquartier der Südwestflotte auf den Philippinen isoliert und die 10. Regionalflotte wurde in Singapur gegründet, um das operative Kommando über ihre überlebenden Streitkräfte zu übernehmen. Eine Ausnahme bildete die 3. Südliche Expeditionsflotte, die ebenfalls auf den Philippinen eingeschlossen war. Bei den heftigen Kämpfen auf den Philippinen, insbesondere in Manila, auf Cebu und Mindanao, wurden die überlebenden Elemente der Südwestflotte und der 3. Südlichen Expeditionsflotte, nun unter dem Kommando von Vizeadmiral Okawauchi Denshichi bis Ende Mai 1945 größtenteils ausgelöscht.

## Leitung

### Oberbefehlshaber
| Nr. | Dienstgrad und Name             | Bild | Amtszeit            | Amtszeit           |
| Nr. | Dienstgrad und Name             | Bild | Beginn der Amtszeit | Ende der Amtszeit  |
| --- | ------------------------------- | ---- | ------------------- | ------------------ |
| 1.  | Vizeadmiral Takahashi Ibō       |      | 10. April 1942      | 15. September 1942 |
| 2.  | Vizeadmiral Takasu Shirō        |      | 15. September 1942  | 18. Juni 1944      |
| 3.  | Vizeadmiral Mikawa Gun’ichi     |      | 18. Juni 1944       | 1. November 1944   |
| 4.  | Vizeadmiral Okawauchi Denshichi |      | 1. November 1944    | 15. September 1945 |

### Chef des Stabes
| Nr. | Dienstgrad und Name            | Amtszeit            | Amtszeit          |
| Nr. | Dienstgrad und Name            | Beginn der Amtszeit | Ende der Amtszeit |
| --- | ------------------------------ | ------------------- | ----------------- |
| 1.  | Vizeadmiral Toshihisa Nakamura | 10. April 1942      | 10. Oktober 1942  |
| 2.  | Vizeadmiral Takeo Tada         | 10. Oktober 1942    | 15. März 1944     |
| 3.  | Konteradmiral Hidehiko Nishio  | 15. März 1944       | 1. November 1944  |
| 4.  | Vizeadmiral Kaoru Arima        | 1. November 1944    | 6. September 1945 |